# Teloy-Mühle
Die Teloy-Mühle ist eine Holländerwindmühle im Meerbuscher Stadtteil Lank-Latum. Neben Getreide wurden hier auch Ölsaaten und Trass gemahlen.

## Geschichte

### Bau und Betrieb
Die anfangs als „Neue Mühle“ bezeichnete Windmühle wurde vermutlich 1822 oder 1823 vom Lanker Bäcker Adolph Frangen erbaut. Er erhielt die Baugenehmigung im Juli 1822, nach Aufhebung des Mahlzwangs, in Konkurrenz zur ebenfalls zu Lank gehörigen „Alten Mühle“, der Mühle auf dem Heidberg. Der Innendurchmesser der Mühle betrug 7,90 m, die Mauerstärke lag bei 1,20 m. Der Turm war mit Haube 17,50 m hoch. Die Mühle wurde zunächst verpachtet, dann von Frangens Sohn geführt, wieder vermietet und nach dem Tod von Adolph Frangen 1851 öffentlich versteigert. An den namengebenden Betreiber, den Bottroper Müller Ludwig Teloy, wurde die Mühle 1863 verpachtet. Teloys Frau übernahm den Vertrag nach seinem Tod und kaufte die Mühle 1876. Einer ihrer Söhne, Eduard Teloy, übernahm das Mühlengeschäft und führte den Betrieb bis 1912 weiter. Nach seinem Tod wurden Grundstücksteile und Teile der Mühle, darunter auch die Flügel, verkauft. Das übrige Gelände und die Mühle selbst wurden 1952 an die Gemeinde Lank-Latum verkauft.

### Renovierung und Nachfolgenutzung
Die flügellose Mühle wurde nicht mehr genutzt und verfiel zusehends. Der Ringwall um die Mühle war einsturzgefährdet, die Balken morsch. Die Stadt Meerbusch sicherte ab 1970 das Gebäude, indem alle Zugänge vermauert wurden.
Seit 1969 wurde die Mühle in einer Übersicht der Baudenkmäler des Kreises Kempen-Krefeld im Heimatbuch des Landkreises Kempen-Krefeld geführt. Die Stadt Meerbusch übernahm das Gebäude 1972 in die Liste der erhaltenswerten Bauten und 1980 in die Denkmalliste der Stadt.
Ab 1971 wurde über eine mögliche Restaurierung und Nutzung der Mühle diskutiert, aber erst 1977, als das Ringmauerwerk wegen Einsturzgefahr abgerissen werden musste, wurden konkrete Vorschläge in den Kulturausschuss der Stadt eingebracht. Geplant war die Nutzung des Erdgeschosses als Ausstellungs- und Tagungsraum; das obere Stockwerk sollte als Lagerraum für das stadtgeschichtliche Magazin dienen. 1979 beschloss der Rat der Stadt Meerbusch, die Mühle zu restaurieren und sowohl das Erdgeschoss als auch das Obergeschoss öffentlich nutzbar zu machen. Die dafür veranschlagten Kosten beliefen sich auf 750.000 DM.

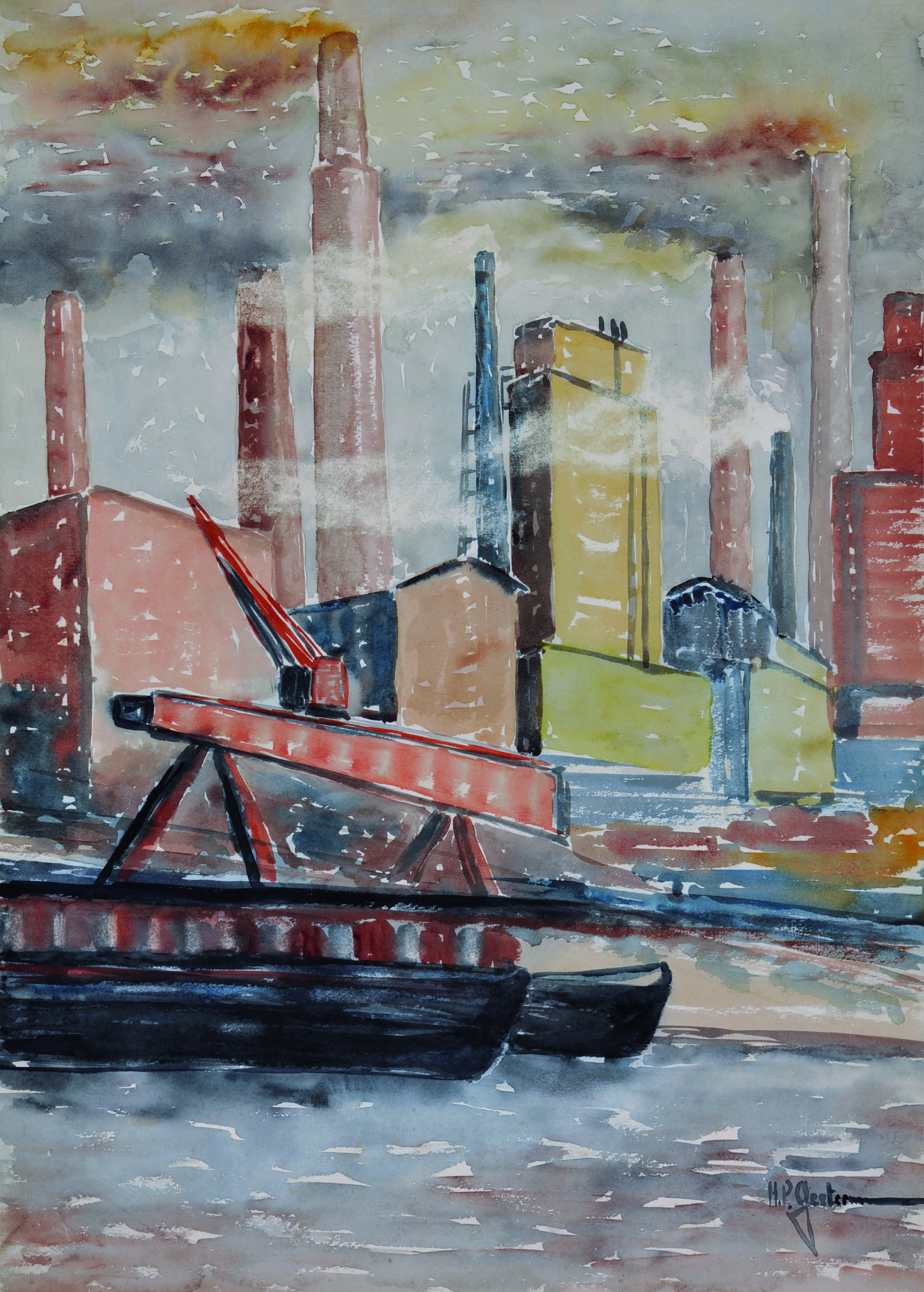
„Duisburger Hafen“ von Hans Paul Gestermann (zwischen 1950 und 1960)

Die Bauarbeiten begannen 1980. Die für die Nutzung notwendigen Sanitär- und Lagerräume wurden unterirdisch angelegt. Es wurden Stahlbetondecken eingezogen und eine Treppe eingebaut. Die Restaurierungsarbeiten wurden 1981 abgeschlossen. Seit Abschluss der Renovierungsarbeiten dient die Mühle als Veranstaltungsraum für Ausstellungen (wie zum Beispiel Stationen eines Lebens. 100. Geburtstag des verstorbenen Künstlers Hans Paul Gestermann, 15. bis 23. Februar 2003), Konzerte und Vorträge. Der Heimatkreis Lank, der sich seit langem dafür eingesetzt hatte, dass die Mühle wieder mit Haube und Flügeln versehen wurde und der bei der Renovierung durch das Sammeln von Spenden, Gewinnung von Sponsoren und durch handwerkliche Eigenleistung geholfen hatte, richtete im zweiten Obergeschoss seinen Treffpunkt, die Mahlstube, ein.